# Бурнашов, Алексей Леонидович
Алексе́й Леони́дович Бурнашо́в (род. 28 июня 1973, Пермь) — российский политический деятель, депутат Государственной Думы VII созыва. Член фракции «Единая Россия», член комитета Госдумы по экономической политике, промышленности, инновационному развитию и предпринимательству.

## Биография
Родился 28 июня 1973 года в городе Пермь в семье инженеров Леонида Семёновича и Людмилы Васильевны Бурнашовых; отец свыше двадцати лет был директором Пермского домостроительного комбината (ПДСК).
Окончил пермскую 45-ю общеобразовательную школу, позже поступил в профессиональное училище № 41 по специальности «Электромонтажник по силовым сетям и электрооборудованию». В 1991—1993 годах служил в армии.
Работал на Пермском домостроительном комбинате — предприятии своего отца — директором по стратегическому планированию рынка (с 2003), председателем совета директоров. В 2004 году окончил юридический факультет московской Академии права и управления. Был председателем комитета Пермского регионального отделения «Народной партии РФ», в 2006 году депутат Пермской городской Думы IV созыва.
В 2006—2016 годах депутат Законодательного собрания Пермского края, входил в депутатскую группу «Солидарность», был членом комитета по социальной политике, с 2011 года депутат на постоянной основе.
В 2016 году избран депутатом Государственной думы VII созыва по № 59 одномандатному избирательному округу, член комитета по экономической политике, промышленности, инновационному развитию и предпринимательству.
В ноябре 2016 года по инициативе правозащитницы Ирины Волынец мог лишиться мандата депутата Государственной Думы из-за владения долей в коммерческой компании в Чехии.
В июле 2021 года был задержан в Перми сотрудниками ДПС. Сотрудники полиции заподозрили депутата в управлении транспортным средством в состоянии алкогольного опьянения и предложили ему пройти медицинское освидетельствование, на что Бурнашов ответил отказом, а затем начал вести себя агрессивно, оскорблял инспекторов. В мае 2022 года был приговорен к 2,5 года колонии общего режима за нападение на полицейского.

## Семья
Жена — Мария; четверо детей: Даниил, Иван, Анна и Мария.

## Законотворческая деятельность
С 2016 по 2019 год, в течение исполнения полномочий депутата Государственной Думы VII созыва, выступил соавтором 18 законодательных инициатив и поправок к проектам федеральных законов.

## Награды
- Орден Русской православной церкви Сергия Радонежского «За отличие в службе».